# (3948) Bohr
Pour les articles homonymes, voir Bohr.
(3948) Bohr est un astéroïde de la ceinture principale.

## Description
(3948) Bohr est un astéroïde de la ceinture principale. Il fut découvert le 15 septembre 1985 à Brorfelde par Poul Jensen. Il présente une orbite caractérisée par un demi-grand axe de 2,26 UA, une excentricité de 0,20 et une inclinaison de 2,7° par rapport à l'écliptique.

## Compléments